# Charles Owen (percussionista)
Charles Owen (Kinsman, Ohio, 1 de setembre, 1912 - Michigan, 17 d'abril, 1985) va ser un percussionista nord-americà que també va treballar com a professor universitari.

## Vida i treballs
Owen va rebre lliçons de fagot, trombó i instruments de percussió en la seva joventut. Després de l'escola secundària, va continuar la seva formació com a percussionista amb Malcolm Gerloch de l'Orquestra Simfònica de Pittsburgh. A partir de 1934, com a soldat professional, va ser solista de marimba a la banda de marina dels Estats Units sota la direcció de Taylor Branson i timbaler a la banda i orquestra marines dels EUA sota la direcció de William Santelmann. També va estudiar timbals amb Saul Goodman de la Filharmònica de Nova York, va obtenir una llicenciatura en música per la Universitat Catòlica d'Amèrica i va aparèixer com a solista de marimba en concerts i a la ràdio.
El 1954, Owen es va convertir en timbalista principal de l'Orquestra de Filadèlfia. Amb això va actuar en concerts de subscripció a Filadèlfia, Nova York i Baltimore sota la direcció de directors com Eugene Ormandy i va gravar el Concertino per a marimba de Paul Creston (a l'àlbum "First Chair Encore"). Va seguir enregistraments d'obres solistes per a marimba amb orquestres simfòniques conegudes i el "Philadelphia Brass Ensemble", i també va actuar amb les orquestres de la "Great and Lyric Opera of Philadelphia" i el "Philadelphia Percussion Ensemble".
A la Universitat de Temple, Owen va fundar i va dirigir el departament de percussió i un conjunt de percussió amb el qual va actuar en diverses ocasions. També ha impartit classes a l'"Ambler Music Festival", l'Acadèmia de Música de Filadèlfia i la "Saratoga School of Orchestra Studies", i ha impartit tallers i classes magistrals. El 1972 va esdevenir professor de percussió a l'Escola de Música de la Universitat de Michigan. Durant les vacances d'estiu va actuar als Casals Festivals de Puerto Rico i va dirigir la secció de percussió a l'Aspen Music Festival de Colorado durant diversos anys. El 1981 va rebre el premi Harold Haugh a l'excel·lència excepcional en l'ensenyament en estudis privats. El 1984, la Universitat de Michigan va establir una beca per a percussionistes en el seu nom. També s'atorga una beca Charles Owen al Festival Aspen.